# ایزابل کوتان-پر
ایزابل کوتان-پِر (به فرانسوی: Isabelle Coutant-Peyre) (زاده ۱۹۵۲) وکیل فرانسوی و نامزد کارلوس شغال (ایلیچ رامیرز سانچز) تروریست بین‌المللی است.
ایزابل کوتان‌پِر وکالت شخصیت‌های جنجال‌برانگیزی چون روژه گارودی، فیلسوف فرانسوی که اواخر عمر به انکار هولوکاست پرداخت، و ایلیچ رامیرز سانچز، تروریست مارکسیست ونزوئلایی، را در پرونده کاری خود دارد. ایلیچ رامیرز سانچز که به «کارلوس شغال» مشهور است از سال ۱۹۹۷ به اتهام قتل دو پلیس فرانسوی محکومیت حبس ابد خود را در فرانسه سپری می‌کند. کارلوس و کوتان‌پِر سال ۲۰۰۱ پس از گرویدن‌شان به اسلام، با یکدیگر ازدواج کردند.
او در سال ۱۳۹۱ برای پیگیری شکایت جمهوری اسلامی از هالیوود به ایران سفر کرده و در کنفرانس «شعبده هالیوود» در اسفند ماه ۹۱ شرکت کرد.
وی در مورد میزان مبلغی که از دولت ایران بابت طرح شکایت از فیلم آرگو خواهد گرفت، گفته‌است که «این مبلغ کمتر از هزینه فیلم آرگو است».